# Charles Sturt
Charles Sturt (28. april 1795 i Indien—16. juni 1869 i Cheltenham) var en britisk opdagelsesrejsende. 
Han indtrådte i hæren og nåede rang af kaptajn. Efter at han 1827 med sit regiment var kommet til Australien, fik han interesse for geografiske opdagelser. På sin første rejse trængte han 1828—30 over Blue Mountains og Macquariefloden til Darling, som man dengang antog faldt ud i en stor central indsø; for at løse dette spørgsmål fulgte han Murrumbidgee til dens udløb i Murray og konstaterede, at også Darling var en biflod til Murray, som han derpå fulgte omtrent til dens munding. 1844—45 drog han, ledsaget af Stuart, mod nord dybt ind i fastlandet over Coopers Creek til den store stenørken, der bærer hans navn.